# Praça Taksim

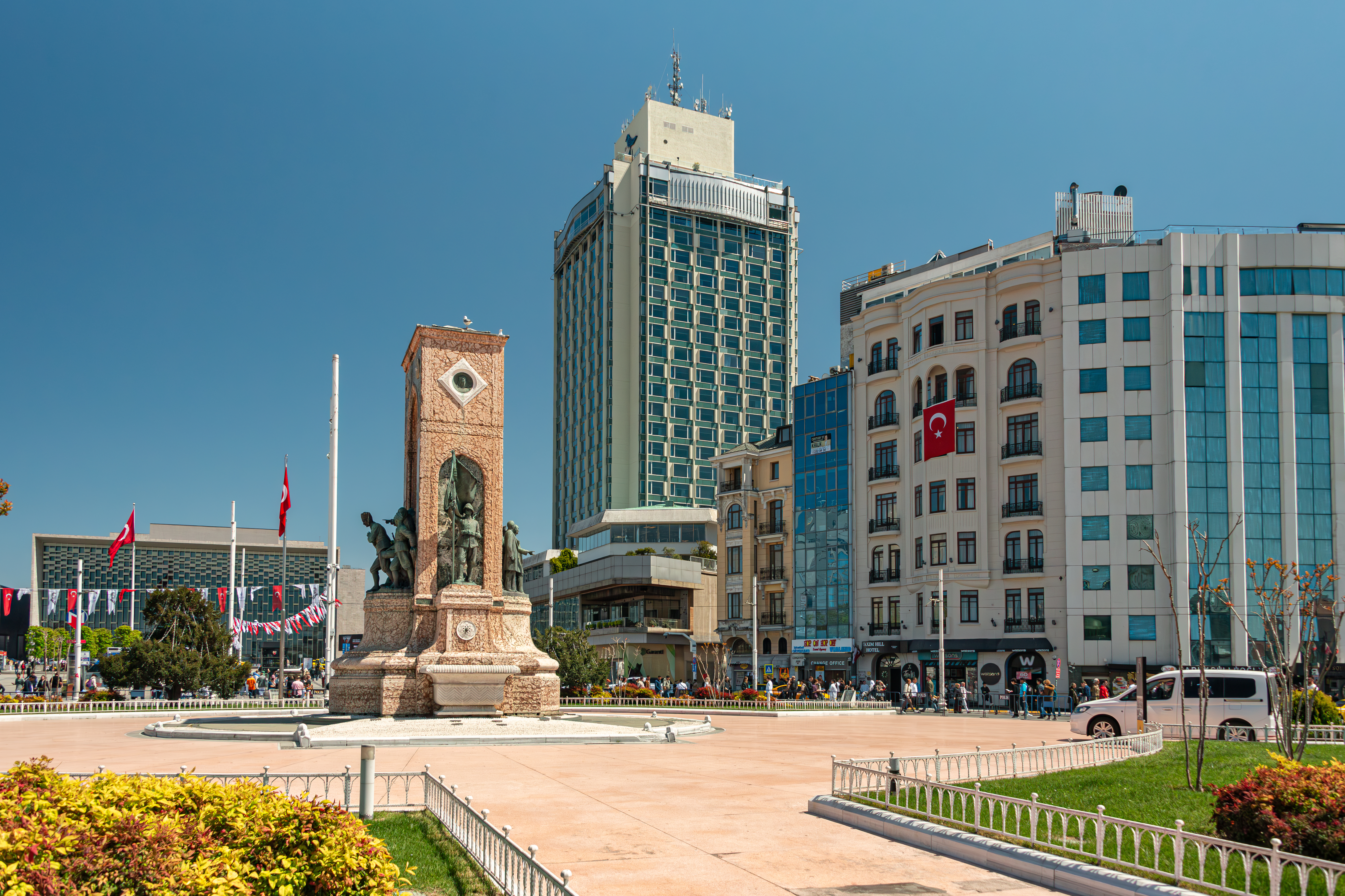
Praça Taksim

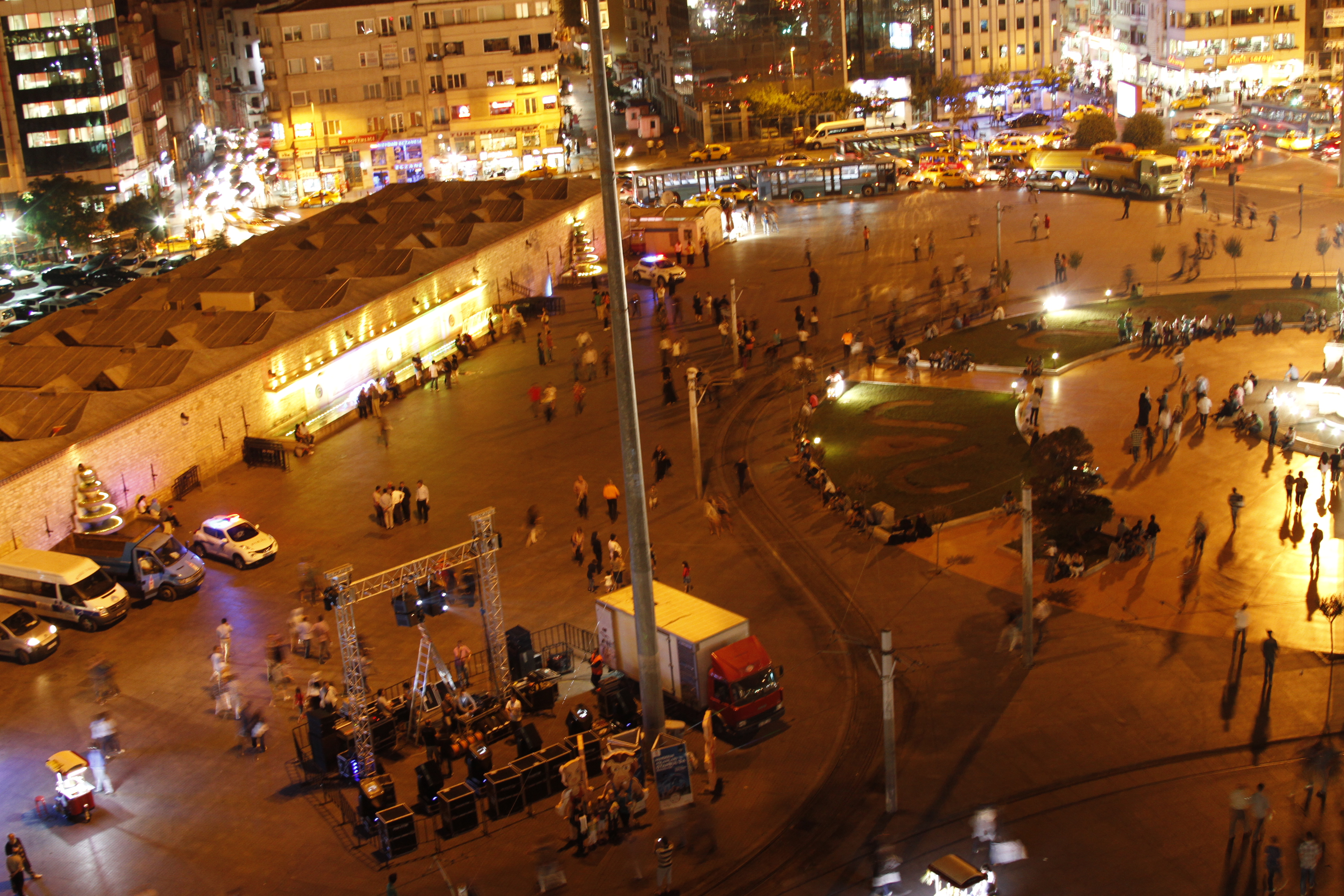
Vista da praça à noite

A Praça Taksim (em turco:  Taksim Meydanı) se situa na parte europeia de Istambul, na Turquia, no bairro do mesmo nome. Nela se encontra o Centro Cultural Ataturk, o Hotel Mármara e uma estação de metropolitano. Taksim deriva do termo árabe taqṣīm, que significa "distribuição" ou "divisão. Antigamente era aqui que era centralizada a distribuição de água proveniente das áreas a norte para a cidade de Istambul, daí o nome da praça. Esse uso foi estabelecido pelo sultão Mamude I em 1732.
A praça Taksim foi o local de partida de muitas manifestações políticas de diversas orientações que frequentemente terminaram de forma pouco pacífica.